# Iphiona aucheri
Iphiona aucheri là một loài thực vật có hoa trong họ Cúc. Loài này được (Boiss.) Anderb. mô tả khoa học đầu tiên.